# Bodil Cath
Bodil Cath (Bodil Cathrine Nissen Hansen) (født 8. februar 1945) i Stevning på Als, er en dansk tidligere hofreporter fra dagbladet B.T.
Hun har som forfatter udgivet bøgerne Samtale med Regentparret (1992) og The European Royal Families (1993) samt erindringsbogen Mit liv som Cath (2008). 
Bodil Cath giver i dag foredrag.